# Bahnstrecke Rollinsford–Somersworth
| Gesellschaft: | NHN                  |                                     |                                     |
| Streckenlänge: | 4,36 km              |                                     |                                     |
| Spurweite: | 1435 mm (Normalspur) |                                     |                                     |
| |                      |                                     |                                     |
| Gleise: | 1                    |                                     |                                     |
| \| \| \| \| \| \| \| \| von Wilmington \| \| \| \| 0,00 \| Rollinsford NH \| Rollinsford NH \| \| \| \| nach Agamenticus \| \| \| \| 1,45 \| Crockett's Crossing NH \| Crockett's Crossing NH \| \| \| 3,12 \| Foundry NH \| Foundry NH \| \| \| \| von Jewett \| \| \| \| 4,36 \| Somersworth NH (früher Great Falls) \| Somersworth NH (früher Great Falls) \| \| \| \| nach Intervale Jct. \| \| |                      |                                     |                                     |
| |                      |                                     |                                     |
| Strecke |                      | von Wilmington                      | von Wilmington                      |
| Dienststation / Betriebs- oder Güterbahnhof | 0,00                 | Rollinsford NH                      | Rollinsford NH                      |
| Abzweig geradeaus und ehemals nach rechts |                      | nach Agamenticus                    | nach Agamenticus                    |
| ehemaliger Haltepunkt / Haltestelle | 1,45                 | Crockett's Crossing NH              | Crockett's Crossing NH              |
| ehemaliger Bahnhof | 3,12                 | Foundry NH                          | Foundry NH                          |
| Abzweig geradeaus und ehemals von rechts |                      | von Jewett                          | von Jewett                          |
| Dienststation / Betriebs- oder Güterbahnhof | 4,36                 | Somersworth NH (früher Great Falls) | Somersworth NH (früher Great Falls) |
| Strecke |                      | nach Intervale Jct.                 | nach Intervale Jct.                 |

Die Bahnstrecke Rollinsford–Somersworth ist eine Eisenbahnstrecke in New Hampshire (Vereinigte Staaten). Sie ist 4,36 Kilometer lang und verbindet die Hauptstrecke Boston–Portland mit der Strecke Jewett–Intervale Junction. Die normalspurige Strecke wird heute durch die New Hampshire Northcoast im Güterverkehr betrieben.

## Geschichte
Anfang der 1840er Jahre baute die Boston and Maine Railroad ihre Hauptstrecke von Wilmington (Massachusetts) nach Agamenticus (Maine). Sie führt durch Dover und südlich an Great Falls (heute Somersworth) vorbei. Um die Stadt Great Falls an diese Strecke anzubinden, baute man gleichzeitig eine Zweigstrecke. Sie wurde am 24. Juli 1843, wenige Monate nach Fertigstellung der Hauptstrecke, eröffnet. Eine andere Bahngesellschaft plante zur gleichen Zeit einen Anschluss der Stadt Great Falls an das Eisenbahnnetz von Portsmouth her, die jedoch erst 1855 eröffnet wurde. Der Anschluss in Great Falls in Richtung Norden ging 1849 in Betrieb. Die Strecke wurde durch die Boston&Maine zunächst als Great Falls Branch und nach Umbenennung der Stadt als Somersworth Branch bezeichnet. 
Die Personenzüge verkehrten meist nur zwischen Rollinsford und Somersworth mit Anschluss an andere Züge an beiden Endbahnhöfen. Durchlaufende Züge gab es vereinzelt erst nach der Übernahme der in Somersworth anschließenden Bahnstrecke durch die Boston&Maine 1883. Ein durchgehender Expresszug verkehrte etwa ab dieser Zeit von Boston nach Intervale Junction über die Strecke. Ab dem 25. April 1936 verkehrten alle nach Norden durchlaufenden Züge über Rollinsford und die meisten der Züge verkehrten bis Dover oder Boston durch. Am 3. Dezember 1961 wurde der Personenverkehr eingestellt.
Nach dem Konkurs der Boston&Maine übernahm die Guilford Transportation 1983 den Betrieb auf dem Somersworth Branch. Der neue Eigentümer beantragte 1985 die Stilllegung. Der Staat New Hampshire kaufte die Strecke und verpachtete sie ab 27. Mai 1986 an die New Hampshire Northcoast, die seither den Güterverkehr auf der Strecke betreibt.

## Streckenbeschreibung
Die Strecke zweigt in Rollinsford von der Boston&Maine-Hauptstrecke ab. Früher bestand hier ein Gleisdreieck, die Verbindungskurve in Richtung Maine wurde jedoch abgebaut. Die Strecke ist fast geradlinig und verläuft in nordnordwestliche Richtung. Ab etwa Kilometer 1 verläuft in Sichtweite der Strecke die seit 1941 stillgelegte Strecke von Jewett. Eine Gleisverbindung bestand jedoch erst im Bahnhof Somersworth, der sich am Ufer des Salmon Falls River befindet.